# Bulletproof (K-otic)
Bulletproof is het debuutalbum van de Nederlandse popgroep K-otic, dat werd gevormd in het tv-programma Starmaker. Het werd in Nederland met ruime voorsprong het best verkochte album van 2001 voor Alessandro Safina's Insieme a te en Not that Kind van Anastacia. In het decenniumoverzicht 2000-2009 eindigde de cd op de 18e plaats. Van Bulletproof werden meer dan 235.000 exemplaren verkocht, goed voor tweemaal platina.

## Geschiedenis
De basis voor het album werd gelegd in de Starcampus, het oude Big Brother-huis waar Starmaker werd gemaakt. Tijdens het programma werden de leden begeleid door producers Ad Vandenberg en Tjeerd Oosterhuis, die later ook de productie van Bulletproof verzorgden. Met uitzondering van debuutsingle Damn (I Think I Love You) zijn op de cd alleen de zeven overgebleven deelnemers, die samen K-otic vormden, te horen.
Verschillende singles op het album werden zelf door de leden geschreven. Zo is Peace of Mind geschreven door Stefan, en schreef Martijn de single Gina. Het nummer Supergirl is een cover van de Duitse band Reamonn. Het nummer werd landelijk bekend doordat het veelvuldig in het programma gezongen werd. Dankzij Starmaker scoorde Reamonn met het gelijknamige nummer een hit in de Nederlandse Top 40.
Op het album staan verder de hits Damn (I Think I Love You), I Can't Explain, I Really Don't Think So (een cover van de Amerikaanse popgroep Scene 23), No Perfect World en het duet tussen Bart en Sita I Was Made to Love You. Als extra stonden op het album de videoclips van I Was Made to Love You en de titelsong van Starmaker Miracles van de Zweedse zangeres Jessica Folcker.

### Ontvangst
Bulletproof kwam een week na de laatste televisie-uitzending van Starmaker binnen op de eerste plaats in de Album Top 100. Het stond in totaal 32 weken in de albumlijst, waarvan 7 weken op nummer 1. Het album werd met 235.000 verkochte exemplaren tweemaal platina en was daarmee het bestverkochte album van het jaar. De single Damn (I Think I Love You) stond bovenaan in de singlejaarlijst van 2001.

## Tracklist
| Nr. | Titel                                         | Schrijver(s)                              | Duur |
| --- | --------------------------------------------- | ----------------------------------------- | ---- |
| 1.  | Damn (I Think I Love You)                     | Tobias Gad, Jacqueline Nemorin            | 3:48 |
| 2.  | I Can't Explain                               | Ad Vandenberg                             | 3:34 |
| 3.  | I Really Don't Think So (Scene 23 cover)      | Tina Harris, Marc Nelkin, Jamie Hartman   | 3:15 |
| 4.  | When the Heart is Connected                   | Jörgeen Elofsson, Douglas Carr, Meja      | 4:15 |
| 5.  | No Perfect World                              | Vandenberg                                | 3:14 |
| 6.  | Peace of Mind                                 | Stefan de Roon                            | 4:18 |
| 7.  | Sorry                                         | Brinck, Bostrøm, Fjellstrøm               | 3:33 |
| 8.  | Can't Cet You Out of My Mind                  | Anna Nygren, Carrie Nygren-Graf           | 3:48 |
| 9.  | Rebel Child                                   | Gad, Nemorin, Vandenberg                  | 3:08 |
| 10. | Gina                                          | Martijn Terporten                         | 4:37 |
| 11. | Call for Me                                   | Ruben Heere, Hector, Remee                | 4:21 |
| 12. | Supergirl                                     | Reamonn                                   | 3:18 |
| 13. | I Was Made to Love You (Bart & Sita)          | Dane DeViller, Keith Follese, Sean Hosein | 3:42 |
| 14. | I Can't Explain (Down Under Acoustic Version) | Vandenberg                                | 3:53 |

## Hitnoteringen

### Singles
| Single met eventuele hitnotering(en) in de Nederlandse Top 40 | Datum van verschijnen | Datum van binnenkomst | Hoogste positie | Aantal weken | Opmerkingen                               |
| ------------------------------------------------------------- | --------------------- | --------------------- | --------------- | ------------ | ----------------------------------------- |
| Damn (I Think I Love You)                                     | 2001                  | 14-04-2001            | 1(5wk)          | 10           | Platina                                   |
| Miracles                                                      | 2001                  | 05-05-2001            | tip4            | -            | Titelsong Starmaker, door Jessica Folcker |
| I Was Made to Love You                                        | 2001                  | 19-05-2001            | 2               | 9            | Sita & Bart                               |
| I Can't Explain                                               | 2001                  | 26-05-2001            | 7               | 6            |                                           |
| I Really Don't Think So                                       | 2001                  | 04-08-2001            | 21              | 7            | Scene 23 cover                            |
| No Perfect World                                              | 2001                  | 29-09-2001            | 18              | 5            |                                           |

### Album
| "Bulletproof" in de Nederlandse Album Top 100 - binnen: 02-06-2001 | "Bulletproof" in de Nederlandse Album Top 100 - binnen: 02-06-2001 | "Bulletproof" in de Nederlandse Album Top 100 - binnen: 02-06-2001 | "Bulletproof" in de Nederlandse Album Top 100 - binnen: 02-06-2001 | "Bulletproof" in de Nederlandse Album Top 100 - binnen: 02-06-2001 | "Bulletproof" in de Nederlandse Album Top 100 - binnen: 02-06-2001 | "Bulletproof" in de Nederlandse Album Top 100 - binnen: 02-06-2001 | "Bulletproof" in de Nederlandse Album Top 100 - binnen: 02-06-2001 | "Bulletproof" in de Nederlandse Album Top 100 - binnen: 02-06-2001 | "Bulletproof" in de Nederlandse Album Top 100 - binnen: 02-06-2001 | "Bulletproof" in de Nederlandse Album Top 100 - binnen: 02-06-2001 | "Bulletproof" in de Nederlandse Album Top 100 - binnen: 02-06-2001 | "Bulletproof" in de Nederlandse Album Top 100 - binnen: 02-06-2001 | "Bulletproof" in de Nederlandse Album Top 100 - binnen: 02-06-2001 | "Bulletproof" in de Nederlandse Album Top 100 - binnen: 02-06-2001 | "Bulletproof" in de Nederlandse Album Top 100 - binnen: 02-06-2001 | "Bulletproof" in de Nederlandse Album Top 100 - binnen: 02-06-2001 | "Bulletproof" in de Nederlandse Album Top 100 - binnen: 02-06-2001 | "Bulletproof" in de Nederlandse Album Top 100 - binnen: 02-06-2001 | "Bulletproof" in de Nederlandse Album Top 100 - binnen: 02-06-2001 | "Bulletproof" in de Nederlandse Album Top 100 - binnen: 02-06-2001 | "Bulletproof" in de Nederlandse Album Top 100 - binnen: 02-06-2001 | "Bulletproof" in de Nederlandse Album Top 100 - binnen: 02-06-2001 | "Bulletproof" in de Nederlandse Album Top 100 - binnen: 02-06-2001 | "Bulletproof" in de Nederlandse Album Top 100 - binnen: 02-06-2001 | "Bulletproof" in de Nederlandse Album Top 100 - binnen: 02-06-2001 | "Bulletproof" in de Nederlandse Album Top 100 - binnen: 02-06-2001 | "Bulletproof" in de Nederlandse Album Top 100 - binnen: 02-06-2001 | "Bulletproof" in de Nederlandse Album Top 100 - binnen: 02-06-2001 | "Bulletproof" in de Nederlandse Album Top 100 - binnen: 02-06-2001 | "Bulletproof" in de Nederlandse Album Top 100 - binnen: 02-06-2001 | "Bulletproof" in de Nederlandse Album Top 100 - binnen: 02-06-2001 | "Bulletproof" in de Nederlandse Album Top 100 - binnen: 02-06-2001 | "Bulletproof" in de Nederlandse Album Top 100 - binnen: 02-06-2001 |
| Week                                                               | 01                                                                 | 02                                                                 | 03                                                                 | 04                                                                 | 05                                                                 | 06                                                                 | 07                                                                 | 08                                                                 | 09                                                                 | 10                                                                 | 11                                                                 | 12                                                                 | 13                                                                 | 14                                                                 | 15                                                                 | 16                                                                 | 17                                                                 | 18                                                                 | 19                                                                 | 20                                                                 | 21                                                                 | 22                                                                 | 23                                                                 | 24                                                                 | 25                                                                 | 26                                                                 | 27                                                                 | 28                                                                 | 29                                                                 | 30                                                                 | 31                                                                 | 32                                                                 |                                                                    |
| ------------------------------------------------------------------ | ------------------------------------------------------------------ | ------------------------------------------------------------------ | ------------------------------------------------------------------ | ------------------------------------------------------------------ | ------------------------------------------------------------------ | ------------------------------------------------------------------ | ------------------------------------------------------------------ | ------------------------------------------------------------------ | ------------------------------------------------------------------ | ------------------------------------------------------------------ | ------------------------------------------------------------------ | ------------------------------------------------------------------ | ------------------------------------------------------------------ | ------------------------------------------------------------------ | ------------------------------------------------------------------ | ------------------------------------------------------------------ | ------------------------------------------------------------------ | ------------------------------------------------------------------ | ------------------------------------------------------------------ | ------------------------------------------------------------------ | ------------------------------------------------------------------ | ------------------------------------------------------------------ | ------------------------------------------------------------------ | ------------------------------------------------------------------ | ------------------------------------------------------------------ | ------------------------------------------------------------------ | ------------------------------------------------------------------ | ------------------------------------------------------------------ | ------------------------------------------------------------------ | ------------------------------------------------------------------ | ------------------------------------------------------------------ | ------------------------------------------------------------------ | ------------------------------------------------------------------ |
| Nummer                                                             | 1                                                                  | 1                                                                  | 1                                                                  | 1                                                                  | 1                                                                  | 1                                                                  | 1                                                                  | 6                                                                  | 5                                                                  | 5                                                                  | 6                                                                  | 4                                                                  | 4                                                                  | 6                                                                  | 10                                                                 | 14                                                                 | 15                                                                 | 15                                                                 | 16                                                                 | 23                                                                 | 34                                                                 | 40                                                                 | 44                                                                 | 47                                                                 | 71                                                                 | 80                                                                 | 71                                                                 | 62                                                                 | 70                                                                 | 88                                                                 | 97                                                                 | 94                                                                 | uit                                                                |